# Нехачин, Иван Васильевич
Иван Васильевич Нехачин (1771—1811, Москва) — российский историк, популяризатор науки.
Автор множества разножанровых сочинений, в том числе педагогических, весьма ценных для своего времени.
Важнейшие из них:
- Исторической словарь российских государей, князей, царей, императоров и императриц, в котором описаны их деяния, кончина, места погребения, имяна их супруг и детей: С приложением родословных с княжескими российскими гербами, из коих; первая начинается от Рюрика, перваго российскаго князя, и оканчивается чрез 21 степень детьми царя Иоанна Васильевича Грознаго. Вторая, от выехавшаго в Россию литовскаго князя Гландала, то есть: от предка царя Михаила Феодоровича Романова и доныне благополучно царствующей императрицы Екатерины II Великия и пресвелейшей ея фамилии. — М.: Тип. А. Решетникова, 1793 // Руниверс.
- Неудачливой в любви подъячий: Комическая опера. — В 2-х действиях. — М.: Тип. А. Решетникова, 1795.
- Ядро истории государя Петра Великаго, перваго императора всероссийскаго: С присовокуплением описания монумента, воздвигнутаго в память сему Отцу Отечества Екатериною II Великою, и с краткою историею сына его, царевича Алексея Петровича. — М.: В вольной типографии А. Решетникова, 1795.
- Новое краткое понятие о всех науках, или Детская настольная учебная книга. — М.: Тип. А. Решетникова, 1796—1797.
- Способ научиться самим собою географии. — М.: Унив. тип., у Ридигера и Клаудия, 1798.
- Новое ядро Российской истории, от самой древности россиян и до дней благополучно ныне царствующаго императора Александра Перваго. — В 5-ти частях. — М.: В типографии С. Селивановскаго, 1808—1810.